# しーくいーん
しーくいーんは、かつてホリプロに所属していたお笑いコンビ。2022年8月30日に解散。
持ちネタは動物の豆知識をネタとしたショートコント「どうぶつショートコント」。

## メンバー
- 日野麻衣（ひの まい）
  - 1994年12月30日生まれ
  - 153cm
  - 埼玉県出身
  - 血液型：O型
  - コンビの時は赤い衣装。基本的にはボケ担当。

- 三田寺理紗（みたでら りさ）
  - 1992年1月31日生まれ
  - 153cm
  - 千葉県出身
  - 血液型：A型
  - コンビの時は緑の衣装。基本的にはツッコミ担当。

## 略歴
2012年3月30日、Girl〈s〉ACTRY2周年記念イベント「2nd BirthDays」にて行われたユニットバトルにて「どうぶつショートコント」を初披露し優勝する。
2013年3月30日に行われたGirl〈s〉ACTRY3周年記念イベント「3rd BirthDays」にて、替地桃子＆山田美緒のコンビ「もちやまだ」の漫才を退けて王座防衛に成功。
Girl〈s〉ACTRY解散後、しーくいーんとして活動開始。
2016年3月30日、単独イベントからハイパーウルトラハイブリッドユニットしーくいーんと名乗っている。
2017年7月4日、8代目ミス納豆就任
2018年スタートの芸能人女子eスポーツクイーン決定戦EQ Leagueにホリプロ選抜チーム「ホリッち」メンバーとして2名とも参加。
2018年10月12日、千葉市動物公園のPR大使「特任広報宣伝部長」に就任。
2022年8月30日に解散。同月末をもって三田寺はホリプロを退社した。

## 芸風
コンビ名の由来は「飼育員」。
動物の名前でお題を言い、独特の世界観で動物を表現。豆知識で世界観を補足ツッコミするシュールなショートコント。ネタによっては三田寺がツッコむことなく、2人でボケる、2人でツッコむなど終止形は自由。コント感をつなぐブリッジ音楽はオクラホマミキサー。

## 出演

### バラエティ番組
- 島田秀平の恐怖世界(2016年10月7,14,21日、BSジャパン)
- ほぼほぼ(2016年10月16,23,30日、テレビ東京)
- ものまねグランプリ～ザ・トーナメント～ 今夜日本一のものまね芸人が決まる!(2016年12月6日、日本テレビ) - 敗者復活戦で永島聖羅としーくいーんでBABYMETALの「ギミチョコ!!」をモノマネで披露
- 第1回全国高校納豆甲子園(2017年9月9日、BS11)[9]
- 湘南サマーステーション(2019年7月21日、J:COM )[10]

### ラジオ
- さいたま自慢ちば自慢(2017年4月1日、NHK-FM(埼玉県・千葉県内向け))[11]

### ネット配信
- 鬼三村（2016年5月20日、Hulu）
- ホリプロチャンネル(2016年12月14日、live me) - しーくいーんでたこ焼きパーティ
- 違うdeSHOW！(2016年12月18日-2017年3月26日、AbemaTV) - アシスタント
- ホリプロ イチオシ(2017年1月10日・24日・2月7日・3月7日・3月21日、生テレ)
- 白鳥＆永島＆しーくいーんのタクシーごはん！(2017年6月26日-2017年12月29日、スマホでUSEN)[12]
- バラエティ開拓バラエティ 日村がゆく（2018年2月、AbemaTV）M-1ナメてるグランプリ[13][14]
- 極楽とんぼKAKERUTV(2018年11月8日、AbemaTV) おっさんvs若者文化！やっぱDEKIRUわけがねぇクイズ！

### 雑誌
- 週刊プレイボーイ No.48(2017年11月13日発売、集英社)
- アツ姫 No.024(2017年11月30日発売)

### 舞台/ライブ
- モーレツカンパニー第三回本公演「アナログコミュニケーションズ」(2016年10月6日 - 10日、劇場MOMO)
- さまぁ～ずライブ11(2017年6月29日 - 7月4日、天王洲銀河劇場)

### イベント
- しーくいーんのいべんと～ねぇねぇ、ハイパーウルトラハイブリッドユニットしーくいーんってなにもの？～(2016年3月30日、シアターミネルヴァ)
- 富士急ハイランド 新アトラクション「テンテコマイ」オープニングイベント(2016年7月16日、富士急ハイランド)[15]
- 『イジリー岡田のニッポンのアイドル』発売イベントfeat.しーくいーん＆永島聖羅(2016年10月2日、HMV&BOOKS TOKYO)[16]
- ホリNS火曜祭2016(2016年12月13日、品川ステラボール)[17]
- しーくいーんのいべんと～ところで、しーくいーんってせくしーなの？きゅーとなの？どっちなの？～(2016年12月23日、シアターミネルヴァ)
- 「さいたま自慢ちば自慢」公開収録(2017年3月20日、ベルサール秋葉原)[18]
- 鬼三村ライブ ～Huluえる若手たち～(2017年3月25日、TFT HALL 500)[19]
- しーくいーんのいべんと～ホリプロ超会議～(2017年3月30日、ホリプロ)
- しーくいーんのいべんと～しーくいーんけいさつ24時～(2018年3月30日、ホリプロ)
- EQリーグ プレシーズンマッチDay1(2018年4月20日、東京カルチャーカルチャー)[20]
- EQリーグ プレシーズンマッチDay2(2018年5月20日、東京カルチャーカルチャー)[21]
- EQリーグ プレシーズンマッチDay3(2018年6月24日、東京カルチャーカルチャー)[22][23]
- 全国納豆フェアPRイベント(2018年9月25日、JAアグリパーク)[24]
- ちばZOOフェスタ2018(2018年11月4日、千葉市動物公園)[25]
- しーくいーんのいべんと～平成最後しーくいーんと過ごすとご利益あるってよ～(2019年3月30日、ホリプロ)
- 「湘南サマーステーション」公開収録(2019年7月16日、J:COM seaside STUDIO)
- しーくいーんの「カレンダーお渡し会」(2019年10月14日、千葉市動物公園)[26]
- ちばZOOフェスタ2019(2019年11月4日、千葉市動物公園)[27]
- しーくいーんとZoomでおはなし会(2020年6月30日)
- チーター・ブチハイエナ展示場 新展示場オープン記念式典(2020年7月21日、千葉市動物公園)[28]
- ちばZOOフェスタ2020(2020年11月8日、千葉市動物公園)
- しーくいーんいべんと〜解散するけどズッ友〜（2022年8月30日、LOFT9 Shibuya）[29]

### DVD
- さまぁ～ずライブ11(2017年12月20日発売、ポニーキャニオン)